# St. Laurentius (Oberleiterbach)

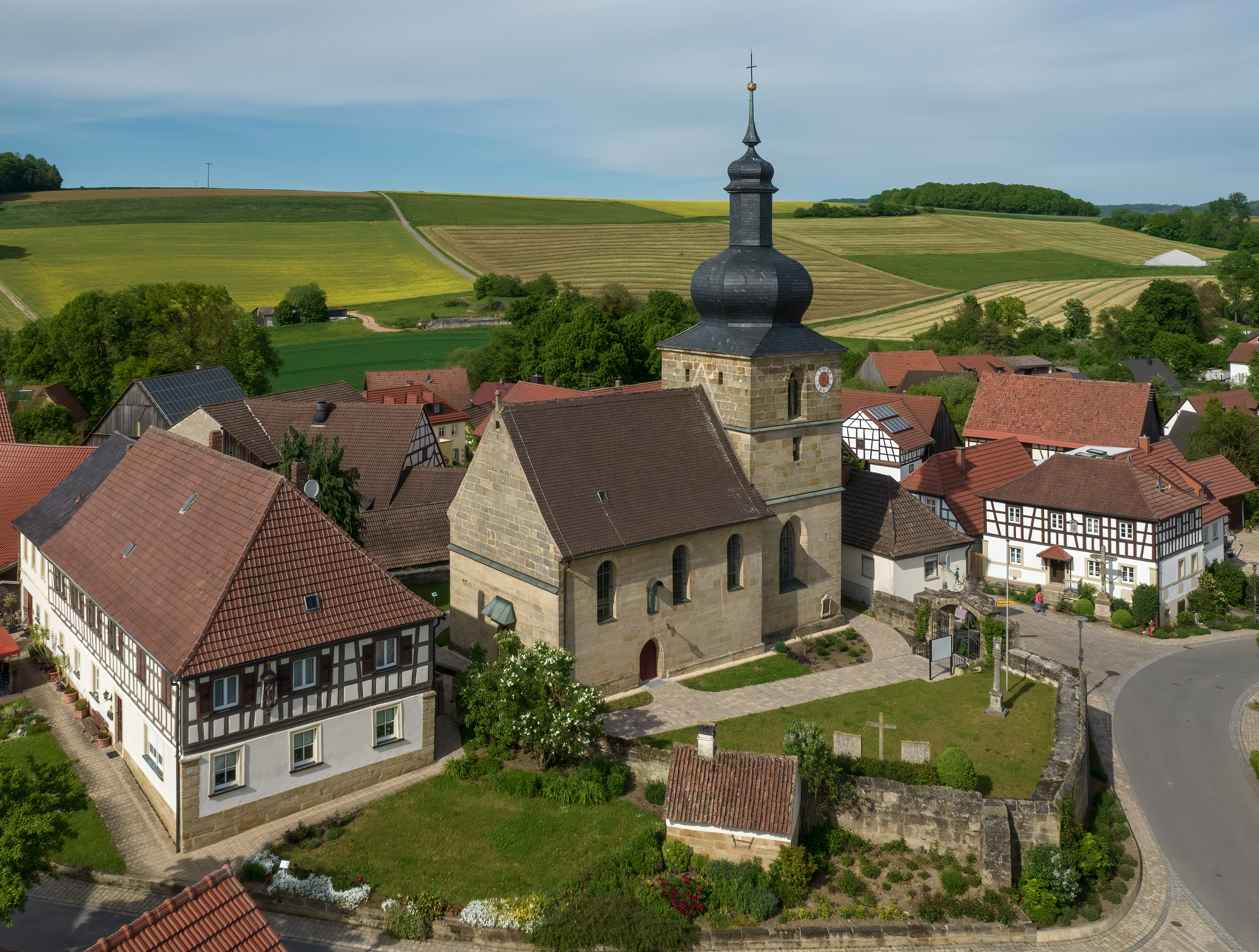
St. Laurentius in Oberleiterbach

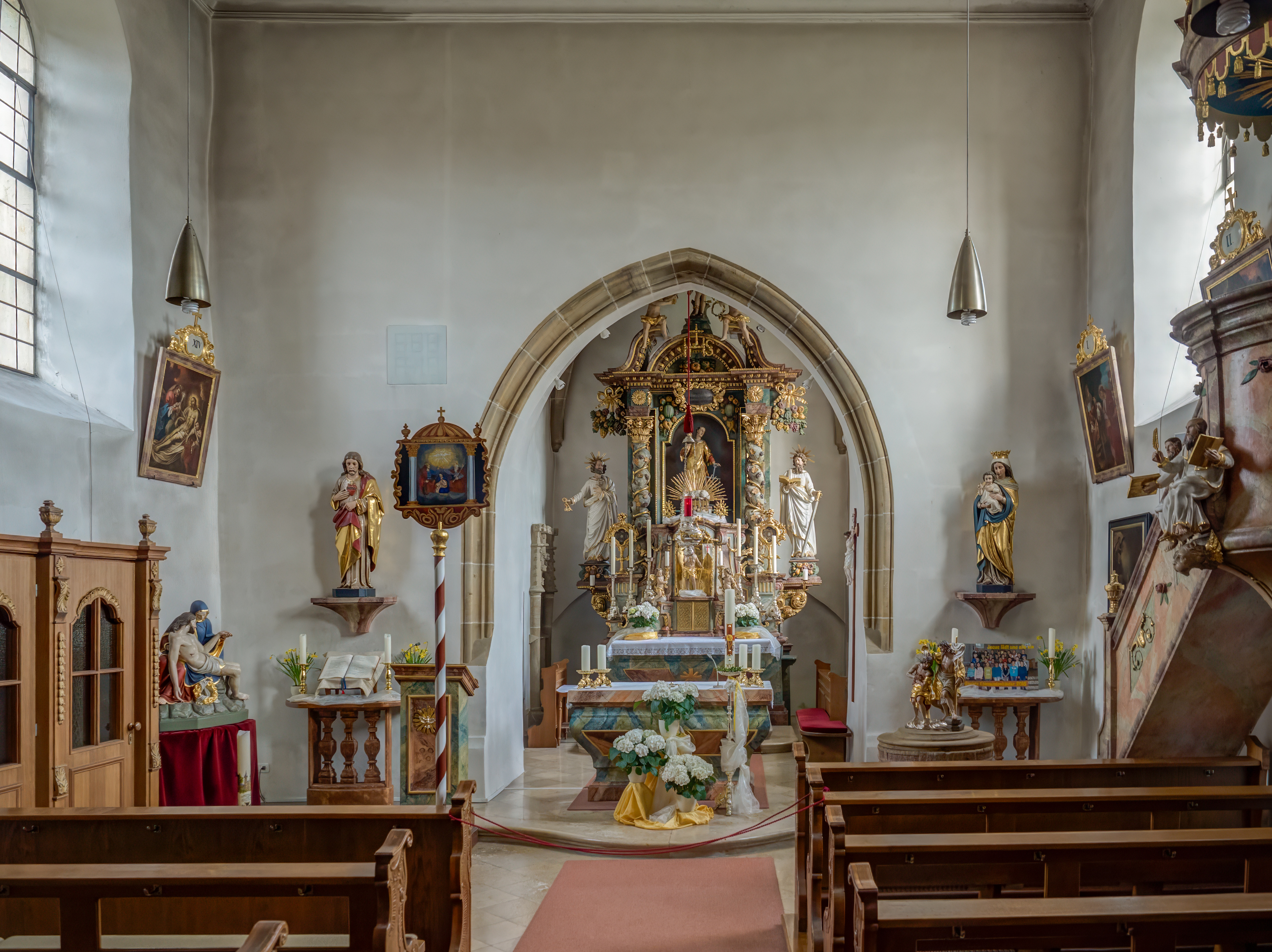
Innenraum

Die römisch-katholische Filialkirche St. Laurentius steht in Oberleiterbach, einem Gemeindeteil des  Marktes Zapfendorf im oberfränkischen Landkreis Bamberg (Bayern). Das denkmalgeschützte Gotteshaus wurde 1517 errichtet. Die Kirche gehört zur Pfarrei Zapfendorf im Seelsorgebereich Main-Itz im Dekanat Bamberg des Erzbistums Bamberg.

## Beschreibung
Die Saalkirche aus Quadermauerwerk wurde 1517 gebaut und 1681 erweitert. Der spätgotische Chorturm wurde um 1683 um ein Geschoss aufgestockt, das die Turmuhr und den Glockenstuhl beherbergt, und mit einer Welschen Haube bedeckt. Die Sakristei wurde erst 1871 angefügt. Der Innenraum des mit einem Satteldach bedeckten Langhauses ist mit einer Flachdecke überspannt, der des Chors, das heißt das Erdgeschoss des Chorturms, mit einem Netzgewölbe. Der reich dekorierte Hochaltar wurde 1686 aufgestellt. Es ist ein Werk des Bamberger Hofbildhauers Johann Samuel Koch. Auf dem Altarretabel ist der heilige Laurentius dargestellt, flankiert von Petrus und Paulus. Aus dem mittelalterlichen Vorgängerbau hat sich ein Sakramentshaus erhalten.
Die Reste der Friedhofsummauerung werden auf das 15./16. Jahrhundert datiert. Das Eingangsportal mit einem schmiedeeisernen Gitter entstand 1799.